# Иванов, Алексей Александрович (борец)
Алексей Александрович Иванов (род. 3 мая 1981) — российский борец греко-римского стиля, чемпион России, обладатель Кубка мира в команде.

## Карьера
В мае 2008 года в Новосибирске, одолев в финале Евгения Попова, стал чемпионом России. В январе 2009 одержал победу на Гран-при Ивана Поддубного в Рязани. В феврале 2009 года во французском Клермон-Ферране стал обладателем Кубка мира в команде. В июне 2010 года в Москве стал бронзовым призёром Чемпионата России.

## Спортивные результаты
- Всемирные юношеские игры 1998 — ;
- Чемпионат мира по борьбе среди кадетов 1998 — ;
- Чемпионат России по греко-римской борьбе 2008 — ;
- Гран-при Ивана Поддубного 2009 — ;
- Кубок мира по борьбе 2009 (команда) — ;
- Кубок мира по борьбе 2009 — 9;
- Гран-при Ивана Поддубного 2010 — ;
- Кубок мира по борьбе 2010 (команда) — 4;
- Кубок мира по борьбе 2010 — 10;
- Чемпионат России по греко-римской борьбе 2010 — ;